# Campagne contre Dong Zhuo
guerres de la fin de la dynastie Han

La Campagne contre Dong Zhuo, (chinois simplifié : 董卓讨伐战 ; chinois traditionnel : 董卓討伐戰 ; pinyin : Dǒng Zhuó Tǎofá Zhàn), est une expédition punitive lancée en 190, sous la dynastie Han, par une coalition de seigneurs de guerre et de responsables régionaux contre le seigneur de guerre Dong Zhuo. Selon les membres de la coalition, Zhuo veut usurper le trône en prenant l'empereur Han Xiandi en otage et en mettant la Cour Impériale sous sa coupe, ce qui justifie leur campagne pour démettre Dong Zhuo. Cette campagne provoque l'évacuation de Luoyang, la capitale des Han et le déplacement de la Cour Impériale à Chang'an. C'est le prélude de la fin de la Dynastie Han et du début de la période des Trois Royaumes.
Dans le roman historique de Luo Guanzhong intitulé Roman des Trois Royaumes, cette campagne est un moment mémorable de l'action, car c'est à ce moment qu'ont lieu deux incidents mémorables : Guan Yu tuant Hua Xiong et les Trois Frères Jurés (Liu Bei, Guan Yu et Zhang Fei) livrant un duel épique à trois contre un avec Lü Bu. Ces deux moments sont régulièrement repris dans des opéras chinois, au même titre que d'autres scènes célèbres tirées de ce roman. Cependant, les deux incidents sont de pure fiction. En effet, Hua est en réalité tué alors qu'il affronte Sun Jian et les Trois frères ne prennent pas part à cette campagne, car ils sont occupés plus au nord à lutter contre les derniers éléments actifs de la rébellion des Turbans Jaunes. Quant à Lü Bu, c'est en réalité Sun Jian qui réussit à le vaincre sur le champ de bataille.

## Situation avant la campagne
Lorsque l'empereur Han Lingdi meurt en 189, le Général en chef He Jin demande à Dong Zhuo, un général en poste dans la province frontalière de Liang, de quitter le nord-ouest du pays avec ses troupes pour marcher sur Luoyang, la capitale de l'empire. Jin fait appel à Dong pour qu'il l'aide à éliminer les Dix Eunuques, une puissante faction qui domine la cour impériale et gère de fait les affaires de l'État. Cependant, les eunuques découvrent le plan de He Jin avant l'arrivée de Dong Zhuo et assassinent le général en chef. Après ce meurtre, Yuan Shao prend la tête des partisans du défunt, pénètre de force dans le palais et massacre tous les eunuques, causant près de 2 000 morts. Certains des chefs de cette faction réussissent à s'enfuir et enlèvent l’empereur Han Shaodi, ainsi que son frère Liu Xie, le Roi de Chen Liu, pour qu'ils leur servent d'otages. Dans la confusion, l'empereur perd le Sceau Impérial. Finalement, les ravisseurs se suicident en se jetant dans le fleuve et lorsque Dong Zhuo arrive sur place avec ses hommes, il trouve l'empereur et son frère seuls, dans la nature. Voyant très vite quel parti il peut tirer de la situation, il les ramène tous deux à la capitale, dont il chasse Yuan Shao.
Peu après, le seigneur de guerre Ding Yuan est tué par Lü Bu, un de ses subordonnés, car il s'oppose à Dong Zhuo qui veut déposer l'empereur Shaodi. Par ce geste, Lü Bu se range aux côtés de Dong.
En 190, Dong Zhuo dépose Shaodi et installe Liu Xie sur le trône. Xie est passé à la postérité sous le nom d'empereur Han Xiandi. Après le couronnement, Dong s'autoproclame chancelier, un poste qui n'existe plus depuis 200 ans. Le 26 mars de la même année, le nouveau chancelier fait exécuter le prince de Hongnong, soit l'ex-empereur Shaodi, et l'impératrice douairière He.
Dès lors, Dong Zhuo est le seul véritable maître de la Cour Impériale. Il agit de manière autoritaire et prend toutes les décisions seul, sans se préoccuper de consulter l'empereur ou d'avoir son aval. Il utilise son pouvoir pour éliminer un à un ses opposants et renforcer son emprise sur les affaires de l'État. Yuan Shao a été chassé de Luoyang par Dong Zhuo, principalement parce qu'il s'opposait à la déposition de Shaodi. Mais malgré cet exil, Dong Zhuo n'est pas rassuré et craint que Shao n'utilise sa grande influence politique pour fomenter une révolte contre lui. Suivant les conseils de ses proches, Dong propose à l'empereur de nommer Yuan Grand Administrateur de Bohai dans un geste d'apaisement.

## Déroulement des opérations

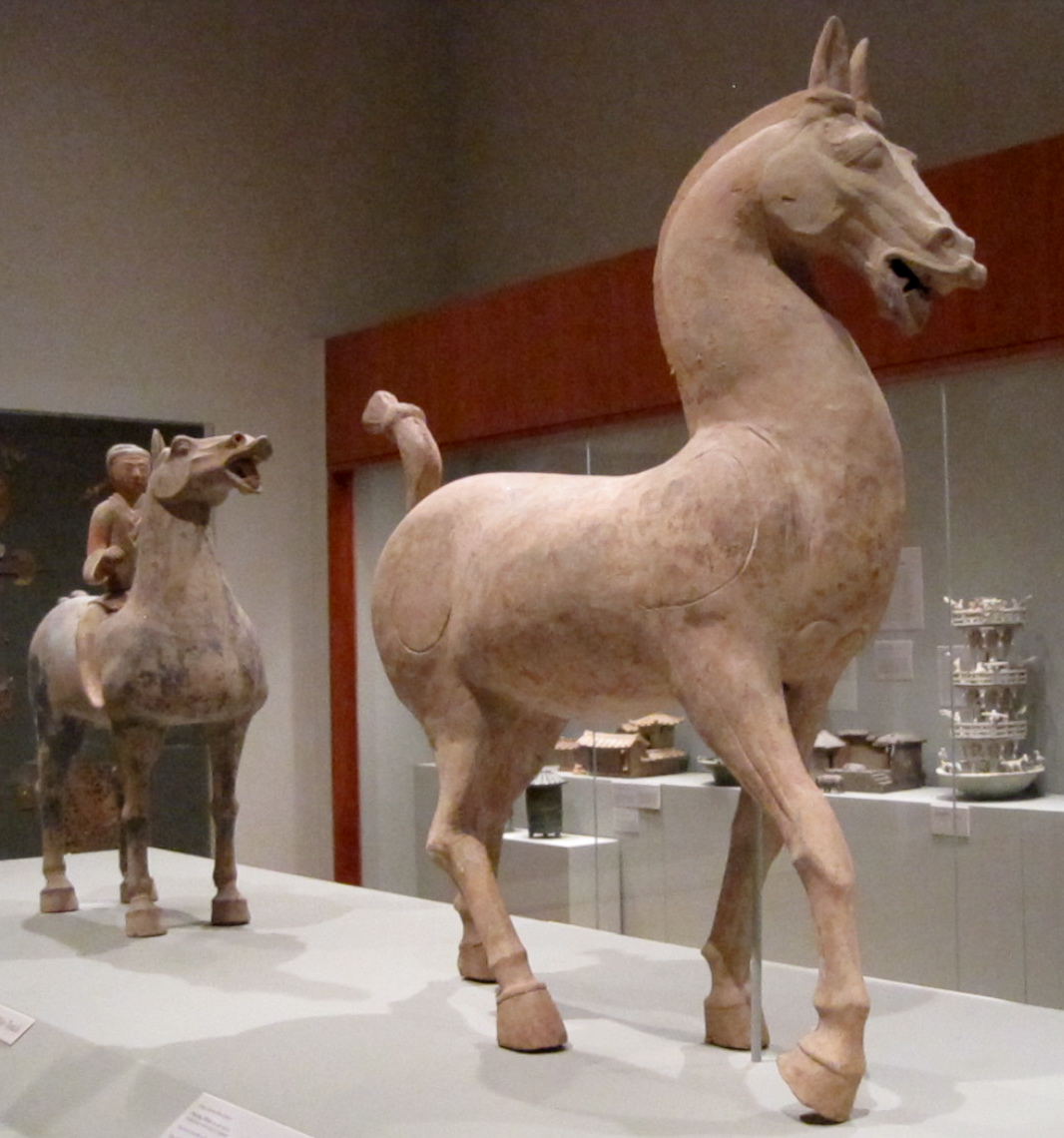
Statues en céramique d’un cheval cabré (premier plan) et d'un cavalier à cheval (arrière-plan), dynastie Han (25-220 après J.C.)

### Formation de la coalition
Une fois en poste à Bohai, Yuan Shao reste farouchement opposé à Dong Zhuo et commence à préparer un coup d'État pour le chasser du pouvoir. Han Fu, le Gouverneur de la Province de Ji (冀州), le dissuade de mener son projet à bien.
Au même moment, Qiao Mao, le Grand Administrateur de la Commanderie de Dong (東郡), écrit de nombreuses lettres accusant Dong Zhuo d'être un traître cherchant à usurper le trône. Il conclut ses missives par un appel à une expédition punitive contre le Chancelier. Ces lettres sont envoyées dans tout le pays et portent les noms de Hauts Fonctionnaires de la capitale. Les fonctionnaires régionaux et les seigneurs de guerre de toute la Chine reçoivent ces missives et répondent à l'appel aux armes contre Dong Zhuo.
Au mois de février 190, la Coalition du Guandong (關東聯軍) est créée lorsque plusieurs fonctionnaires et seigneurs de guerre se regroupent à l'est du col de Hangu avec leurs armées, pour partir en guerre contre Dong Zhuo. Yuan Shao est élu chef de la coalition. Sun Jian prend part à cette campagne comme subordonné de Yuan Shu et Cao Cao comme subordonné de Zhang Miao (en).
Les généraux de la coalition sont:
- Yuan Shu, Général de l’arrière (後將軍)[4]
- Han Fu, Gouverneur de la Province de Ji (兾州牧)[4]
- Kong Zhou, Inspecteur de la Province de Yu (豫州刺史)[4]
- Liu Dai, Inspecteur de la Province de Yan (兖州刺史)[4]
- Wang Kuang, Grand Administrateur du Henei (河內太守)[4]
- Yuan Shao, Grand Administrateur du Bohai (勃海太守)[4]
- Zhang Miao (en), Grand Administrateur de Chenliu (陳留太守)[4]
- Qiao Mao, Grand Administrateur de la Commanderie de Dong (東郡太守)[4]
- Yuan Yi, Grand Administrateur de Shanyang (山陽太守)[4]
- Bao Xin, Chancelier de Jibei (濟北相)[4]
- Zhang Chao, Grand Administrateur de Guangling (廣陵太守)
- Zhang Yang, Grand Administrateur de Shangdang (上黨太守)
- Yufuluo, Chanyu des Xiongnu du Sud

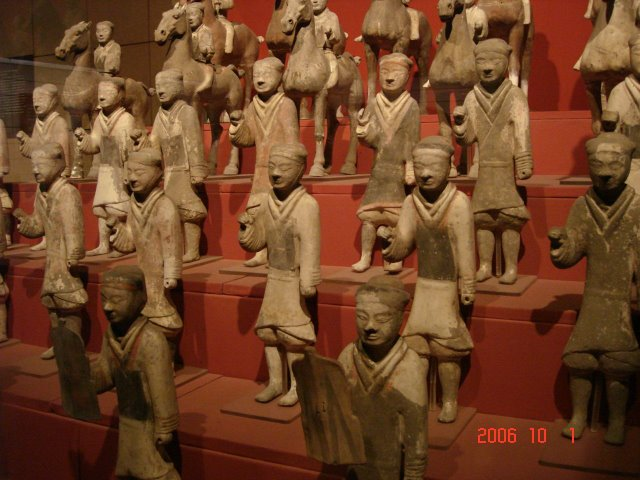
Figurines en poterie de fantassins maniant des boucliers (premier plan) et de cavaliers sur des chevaux (arrière-plan), datant de la dynastie Han

Les troupes de la coalition installent leurs campements à différents endroits situés à l'est de la capitale, ce qui leur permet d'encercler cette dernière. Ces camps sont situés aux endroits suivants :
- Au nord, à Henei (河內): Yuan Shao, Wang Kuang, Zhang Yang, Yufuluo
- À l'est à Suanzao (酸棗): Zhang Miao, Liu Dai, Qiao Mao, Yuan Yi
- Au sud, à Luyang (魯陽): Yuan Shu
- Au sud-est, àYingchuan (穎川): Kong Zhou
- Au nord-est, à Ye: Han Fu

Ce blocus a pour effet de priver la capitale de toutes les marchandises et rentrées fiscales provenant de la partie orientale de l’empire Han, ce qui réduit considérablement les recettes fiscales du gouvernement. En réponse, Dong Zhuo fond toutes les statues et tous les objets en bronze qu’il peut trouver, pour frapper toujours plus de pièces de monnaie. Il inonde le marché avec des pièces de qualité variable, provoquant une inflation galopante dans tout l’empire.
Malgré l’impressionnante démonstration de force qu'elles représentent, la plupart des armées de la coalition ont été levées précipitamment et sont un conglomérat de familles de vassaux et d'opportunistes à la recherche de pillage, avec peu d'expérience du combat. Yuan Shao lui-même a beau être le chef de la coalition, il n'a participé à aucun combat depuis des années, car entre le décès de sa mère et celui de son père adoptif, il a porté le deuil pendant six ans. Or, dans la Chine des Han, on ne peut pas partir en guerre quand on porte le deuil. Le contraste est important avec les hommes de Dong Zhuo, tous des guerriers frontaliers aguerris, qui ont combattu lors de la rébellion de la Province de Liang.

### Destruction de Luoyang
La formation de cette coalition inquiète Dong Zhuo, qui réagit en proposant d'évacuer la capitale immédiatement et de déplacer la cour impériale à Chang'an, la capitale secondaire, située plus à l'ouest. Tous les civils devraient évacuer Luoyang et se déplacer à Chang'an, Dong et son armée restant seuls sur place pour défendre Luoyang face aux forces des seigneurs de guerre.

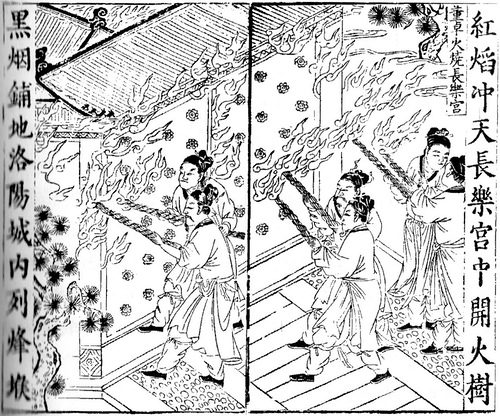
Une illustration datant de la dynastie Qing décrivant la manière dont l’incendie est allumé.

Cette proposition fait l'objet de fortes critiques de la part des autres membres de la Cour, mais Dong les réduit au silence en déposant tous ceux qui s'opposent à son plan. Le 9 avril 190, l'évacuation est mise en œuvre : Dong ordonne à ses soldats de massacrer et de piller les habitants les plus riches de Luoyang, avant de conduire la population civile vers Chang'an. L'empereur Xiandi, les nobles, les aristocrates et les fonctionnaires suivent les civils et les troupes de Dong dans leur long voyage vers la nouvelle capitale. Quiconque refuse d'obéir a l'ordre d'évacuation est tué sur place. Dong Zhuo donne également l'ordre à Lü Bu de conduire les hommes vers les anciennes tombes et les monts funéraires pour piller les objets de valeur et les trésors qui y sont enterrés. Après l'évacuation, Luoyang est rasée et incendiée. Selon les Chroniques des trois Royaumes de Chen Shou, « le nombre des morts innocents était impossible à mesurer  ».

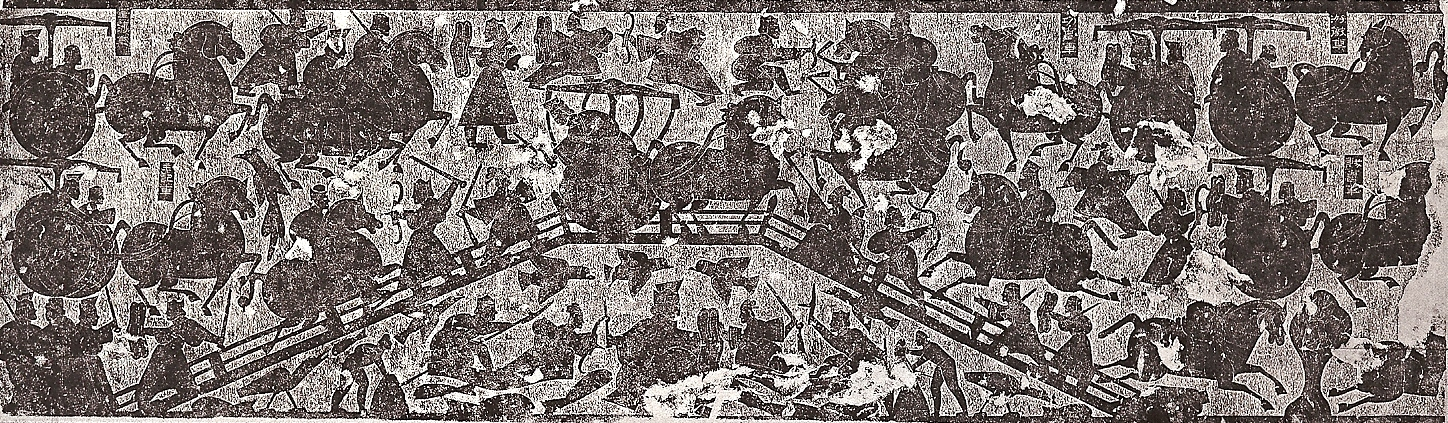
Copie d’un bas-relief sculpté sur le mur ouest du sanctuaire de la famille Wu, au Shandong, et datant du IIe siècle apr. J.-C., montrant une scène de bataille sur un pont.

Partant de Suanzao (酸棗), Cao Cao mène ses hommes vers l'ouest pour attaquer les forces de Dong Zhuo pendant leur repli sur Chang'an. Il est accompagné par un contingent de l'armée de Zhang Miao (en) dirigé par Wei Zi (衛 茲). Le plan de Cao Cao échoue et il est vaincu par les forces de Dong, menées par Xu Rong, lors de la bataille de Xingyang (190). Blessé lors des combats, Cao réussit à s'enfuir du champ de bataille grâce à son cousin Cao Hong qui lui offre son cheval, avant de le suivre à pied. Après sa victoire, Xu Rong ne poursuit pas les vaincus et reprend la direction de Chang'an à la tête de ses troupes.
Lorsque Cao Cao réussit à revenir à Suanzao, il harangue les seigneurs de guerre et suggère de poursuivre l'armée en retraite de Dong Zhuo avec toutes les troupes à leur disposition, pour faire comprendre à Dong que la coalition est toujours active et prête à se battre contre lui. À la fin de son discours, Zhang Miao et les autres présents rejettent sa suggestion. Dépité, Cao Cao prend ses hommes et part rejoindre Yuan Shao à Henei avec Xiahou Dun. Peu après son départ de Cao, les forces de la coalition stationnées à Suanzao se retrouvent à court de provisions et se dispersent. Liu Dai profite de l'occasion pour assouvir une vieille rancune en tuant Qiao Mao.
Pendant ce temps, Dong Zhuo envoie auprès de Yuan Shao des hommes ayant une bonne réputation tels que Han Rong (韓 融), Yin Xiu (陰 修), Humu Ban (胡 毋 班), Wu Xiu ] 吳 修 et Wang Gui (王 瑰). Dong essaye de négocier un armistice, mais son geste est vain car Yuan fait emprisonner et tuer tous les négociateurs, à l'exception de Han Rong. Voyant que la paix est impossible, Dong Zhuo fait rapidement encercler le campement de Wang Kuang à Heyang Ford (河陽 津), au nord de Luoyang, et lui inflige une défaite si sévère que Wang abandonne la coalition et s'enfuit chez lui, dans la commanderie de Taishan (泰山 郡).

### La marche sur Luoyang de Sun Jian
Dans le même temps, Sun Jian rejoint Yuan Shu à Luyang, avec 20 000–30 000 hommes. Shu lui donne le grade de "Général qui Disperse les Rebelles" (破虜將軍), ainsi que le poste de gouverneur de la Province de Yu et fait de ses troupes l’avant-garde de son armée. Sun se met à pied d'œuvre et commence à former ses hommes à Luyang.
Au cours de l’hiver 190, Dong Zhuo envoie une force de quelques dizaines de milliers d'hommes attaquer Luyang. Lorsque l'attaque commence, les hommes de Sun Jian sont en pleine beuverie. Lorsqu'il est mis au courant de l'arrivée des troupes de Dong, au lieu de houspiller ses troupes et de les empêcher de boire, Sun continue tranquillement à boire son vin, tandis que ses soldats se mettent en formation pour combattre. Impressionné par une telle discipline, les hommes de Dong Zhuo se retirent sans combattre.
En mars 191, Sun Jian déplace son camp plus au nord, à Liangdong (梁東), mais il y trouve Xu Rong, qui a bien plus de soldats que lui. Avec plusieurs dizaines d’hommes, il brise l’encerclement et, voyant que son écharpe rouge permet de l’identifier facilement, il la donne à Zu Mao, son homme de confiance. Ainsi, pendant que les soldats de Xu Rong pourchassent Zu Mao, Sun Jian peut fuir le champ de bataille. Au bout d'un moment, Mao s’arrête et suspend l’écharpe à un pilier à moitié brûlé, avant de se cacher dans les hautes herbes à proximité. Lorsque les soldats de Rong arrivent, ils entourent le pilier et s’en approchent avec précaution, avant de réaliser qu’ils ont été trompés et de se retirer.
Rassemblant ses troupes qui se sont dispersées, Sun Jian se dirige vers le camp de Yangren (陽人). Cette fois, Dong Zhuo envoie Hua Xiong, Hu Zhen et Lü Bu avec 5 000 hommes pour attaquer Sun ; mais Lü Bu, commandant la cavalerie, n’est pas en bons termes avec Hu Zhen et se querelle avec lui. Sun Jian saisit l’occasion pour les attaquer et met les forces de Dong Zhuo en déroute. Hua Xiong est capturé par Sun Jian et promptement exécuté.
Après cette victoire, un des proches de Yuan Shu dit à ce dernier que si Sun Jian bat Dong Zhuo et reprend la capitale, il ne sera plus contrôlable. Craignant une trahison, Yuan cesse alors d'envoyer vivres et fournitures à Sun. Mis au courant de la situation, ce dernier quitte son camp et avance à marche forcée pendant la nuit, sur des centaines de li, de Yangren à Luyang pour voir Yuan. Une fois face à son seigneur, il lui dit : "Je me suis mis en danger au cours de la bataille, avec comme but principal d’éliminer un traître pour le bien du pays et aussi pour venger la mort de vos parents. Je n’ai aucune rancune personnelle contre Dong Zhuo. Pourtant vous avez cru des paroles calomnieuses et vous me soupçonnez !". Ce discours rend Yuan honteux de ses actes et il ordonne immédiatement la reprise de l’approvisionnement des troupes de Sun.
Dong Zhuo craint Sun Jian, car il l'a déjà vu à l'œuvre lorsqu'ils ont combattu ensemble lors de la répression de la rébellion de la province de Liang. De plus, Jian est pour l'instant le général de la coalition qui a réussi à vaincre ses troupes. Pour mettre fin à cette menace, Zhuo envoie son subordonné Li Jue comme émissaire pour faire la paix et créer une alliance. Li Jue promet également à Sun Jian que ses fils auront des postes importants au sein de l'administration. À ces propositions, Sun répond : "Dong Zhuo s'oppose au Ciel et défie la Loi. Jusqu'à ce que je vous ai tué vous et tout votre clan et montré vos têtes aux Quatre Mers, je ne pourrai pas mourir en paix. Comment pourrait-je m'allier avec vous ?".

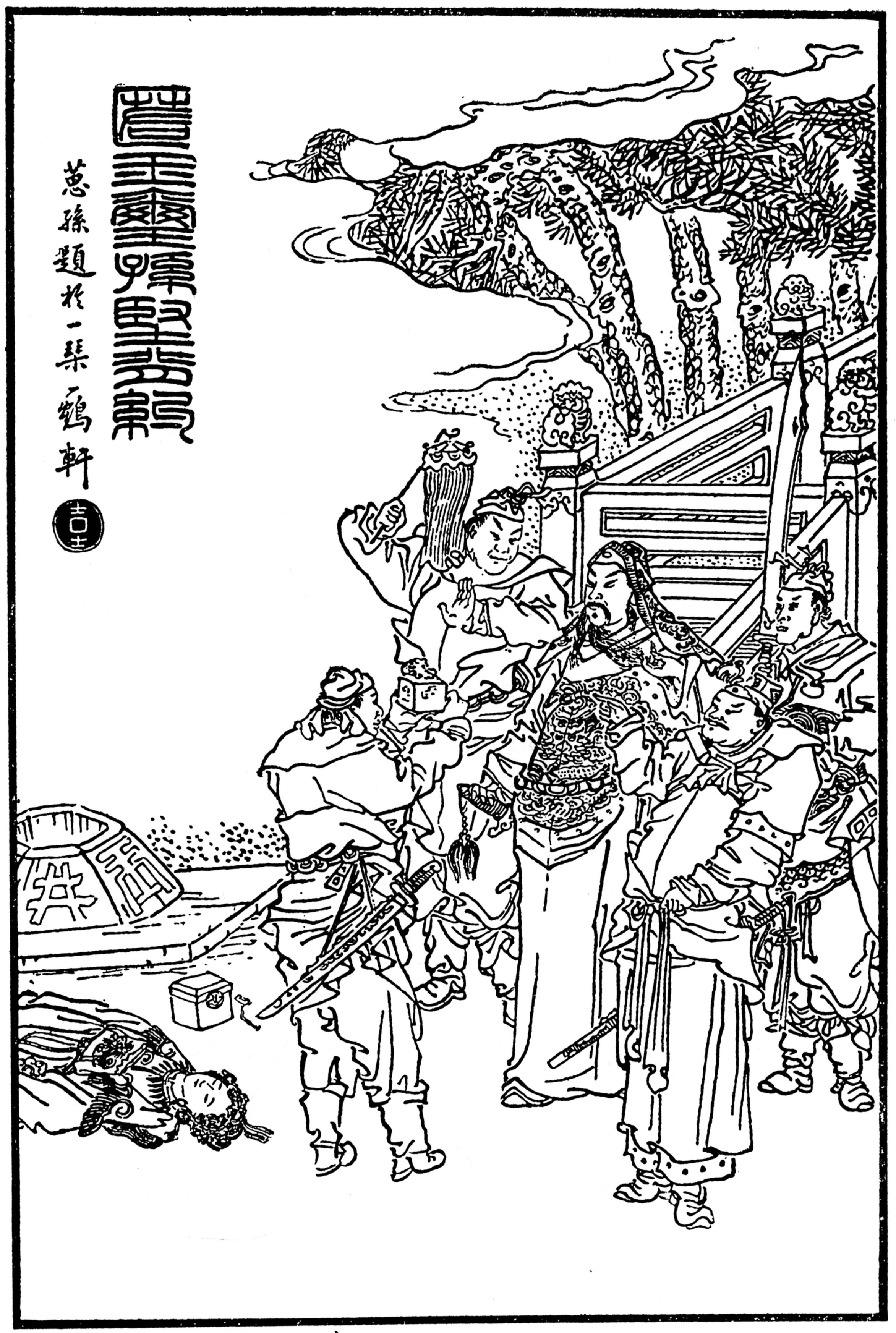
Une illustration datant de la dynastie Qing, montrant Sun Jian en train de trouver le sceau impérial.

Après cette entrevue, Sun Jian conduit ses troupes à Dagu (大谷關), un col fortifié situé à 90 li au Sud de Luoyang. Dong Zhuo conduit personnellement ses troupes et combat Sun Jian dans une bataille qui se déroule au milieu des tombes des Han postérieurs. Vaincu, Dong s’enfuit à Mianchi et Shan (陝), à l’ouest de Luoyang. Après sa victoire, Sun Jian continue à marcher vers la capitale ravagée, où il rencontre et écrase les forces de Lü Bu. Vainqueur et seul maître du champ de bataille, Sun donne l'ordre à ses hommes de refermer les tombeaux des anciens empereurs qui ont été ouverts par Dong Zhuo. Dans le livre de Wu (吳書), Wei Zhao écrit que c'est à ce moment Sun Jian trouve dans un puits au sud de Luoyang le Sceau Impérial qui avait été perdu lors de l’enlèvement de l'empereur par les Eunuques. Il décide de le garder pour lui-même.
Sun Jian envoie ensuite une partie de ses forces en avant-garde à Xin'an et Mianchi, pour menacer les positions défensives de Dong Zhuo. Dong riposte en envoyant Dong Yue (董越) a Mianchi, Dian Wei (段煨) a Huayin et Niu Fu a Anyi (安邑). Ses autres commandants sont répartis entre les comtés, afin de bloquer toute attaque venant de l’est des montagnes. Après avoir pris ces dispositions, Dong Zhuo emmène ses propres troupes à Chang'an.
Après avoir réparé les tombes impériales, Sun Jian repart vers Luyang car les ruines de Luoyang sont vulnérables aux potentielles contre-attaques de Dong Zhuo. Dès lors, l’ancienne capitale est abandonnée par les deux camps.

### Conflits internes au sein de la coalition
La coalition se révèle incapable d'exploiter les succès de Sun Jian, à cause de problèmes de communication et de l'absence de coordination entre ses dirigeants. Les seigneurs de guerre situés à l’est ne savent pas que l’empereur Xiandi est encore en vie, car ils sont isolés par les cols qui séparent Luoyang de l’est du pays. Yuan Shao et Han Fu proposent d’introniser Liu Yu, l’inspecteur de la Province de You (幽州) et membre du clan impérial, comme nouvel empereur. Cao Cao et Yuan Shu expriment leur désaccord avec cette proposition et lorsque Yuan Shao et Han Fu envoient un messager à Liu Yu pour lui en faire part, Liu réprimande sévèrement ledit messager et refuse catégoriquement l’offre. Liu exprime sa loyauté envers l’empereur Xiandi et menace d’aller au nord sur le territoire des Xiongnu, si Yuan Shao insiste pour qu’il devienne le nouvel empereur. Après l'échec de plusieurs tentatives, Yuan Shao a décidé de renoncer. En outre, les différents chefs de guerre détournent un à un leur attention de Dong Zhuo et commencent à poursuivre leurs intérêts individuels au lieu de s’unir contre lui.
Han Fu, le maître de la Province de Ji (冀州) et responsable des approvisionnements, cesse progressivement de livrer l’armée de la coalition. Son subordonné Qu Yi se rebelle contre lui et le bat avant de faire défection au profit de Yuan Shao. L’incident alerte Yuan sur la nécessité de sécuriser ses sources d’approvisionnement et il commence à comploter pour s’emparer des terres de Han. Yuan collabore secrètement avec Gongsun Zan pour attaquer la Province de Ji et finalement Han se rend et lui laisse le contrôle de ses terres.
Dans le même temps, Yuan Shao envoie Zhou Yu attaquer Sun Jian, qui revenait de Luoyang pour rejoindre Yuan Shu. Lors de la bataille de Yangcheng, Zhou lance une attaque surprise contre le camp de Sunl à Yangcheng et s’en empare. Yuan Shu envoie alors Gongsun Yue aider Sun Jian à combattre Zhou Yu. Jian lance une contre-attaque et réussit à vaincre Yu, mais Gongsun Yue est tué dans la bataille. Dès lors, Gongsun Zan considère que Yuan Shao est le responsable de la mort de Gongsun Yue et déclare la guerre à Shao, ce qui conduit à la bataille de Jieqiao.
Dès lors, l'échec de la coalition est consommé et cette dernière cesse d’exister de fait.

### Mort de Dong Zhuo
Durant l'année suivante, les seigneurs de guerre cessent de prendre des mesures contre Dong Zhuo. Dong en profite pour envoyer une armée attaquer le Seigneur de guerre Zhu Jun et piller son territoire.
Dong Zhuo est de nouveau le maître absolu de la Cour impériale, mais il est moins tolérant envers la dissidence et tout fonctionnaire qui prononce une légère remarque le concernant est tué immédiatement. Il installe tous les membres de son clan dans des hauts postes officiels et même ses enfants en bas âge reçoivent des titres de Marquis.
Ne supportant plus la situation, Wang Yun, Huang Wan (黃琬), Shisun Rui (士孫瑞) et Yang Zan (楊瓚), tous hauts fonctionnaires de la Cour, complotent pour assassiner Dong Zhuo. Ils réussissent à persuader Lü Bu de se rallier à leur cause, car les relations entre Lü et Dong sont de plus en plus tendues, depuis le jour où Dong a jeté une hache vers lui. D'après les Chroniques des trois Royaumes de Chen Shou, ce geste serait motivé par le fait que Lü Bu couche avec l’une des femmes de chambre de Dong.
Le 22 mai 192, Dong Zhuo est dans son char, en route pour assister à une assemblée, lorsque Li Su s’avance vers lui et le poignarde. Dong crie pour que Lü Bu le protège, mais ce dernier l’achève. Après sa mort, son cadavre reste exposé dans les rues de Chang'an et les membres de son clan sont exécutés. Le policier qui garde le cadavre allume une mèche fichée dans le nombril et laisse brûler pendant des jours les graisses du corps.
Après la mort de Dong Zhuo, plusieurs de ses fidèles, comme Fan Chou, Guo Si et Li Jue, s’enfuient car ils pensent que leur loyauté envers Dong Zhuo sera considérée comme une trahison. Wang Yun, qui prend le contrôle du gouvernement après la mort de Dong Zhuo, reçoit de leur part une demande d'amnistie, à laquelle il répond "De tous ceux qui devraient être pardonnés, ce sont les exceptions." Scandalisés par une telle réponse, les derniers partisans de Dong déclarent la guerre à Wang. Si Lü Bu et les troupes impériales réussissent à les repousser dans un premier temps, Fan, Guo et Li finissent par prendre le contrôle de Chang'an et tuer Wang Yun.
La Cour Impériale des Han tombe alors entre les mains des derniers généraux de Dong Zhuo et finit par être totalement marginalisée, pendant que le pays sombre dans le chaos d'une immense guerre civile.

## La coalition dans les œuvres de fiction
Dans le roman historique Le Roman des Trois Royaumes, l’auteur Luo Guanzhong romance fortement les faits et change quelques détails de cette campagne, afin de mieux mettre en valeur les personnages principaux de son œuvre. Par exemple, il n’y a aucune preuve historique permettant d'affirmer que Liu Bei, Guan Yu et Zhang Fei participent à la campagne; pourtant leurs réalisations éclipsent celles de Sun Jian dans le roman. Luo Guanzhong a également simplifié certains événements historiques, inventé des batailles fictives et modifié la séquence des événements. Toutefois, en raison de la popularité du roman, beaucoup de gens pensent que les événements détaillés dans le roman sont vrais et ne connaissent pas la véritable histoire, telle que présentée dans les sources fiables de l'époque, comme le Hou Hanshu, les Chroniques des Trois Royaumes, ou le  Zizhi Tongjian. Le point de vue développé dans ce récit fictif de l’histoire est également adopté par de nombreux opéras chinois et jeux vidéo.

### Rébellion contre Dong Zhuo

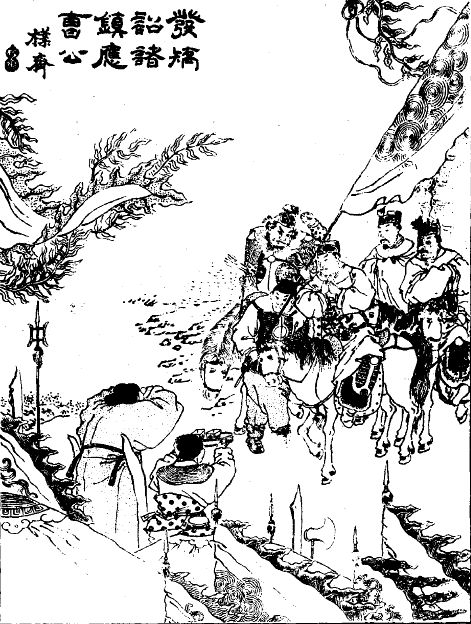
Illustration de la dynastie Qing, montrant des seigneurs de guerre répondant à l’appel aux armes de Cao Cao

Au chapitre 5 du Roman des Trois Royaumes, Cao Cao tente d’assassiner Dong Zhuo mais échoue et s’enfuit vers sa ville natale de Chenliu. Après son échec, Cao envoie des décrets impériaux secrets, à divers seigneurs de guerre régionaux et autres responsables locaux. Dans ces décrets, il leur ordonne, au nom de l'empereur, de se soulever contre Dong Zhuo et de le chasser du pouvoir. Beaucoup d'entre eux répondent à l’appel et forment la Coalition Anti-Dong Zhuo (反董卓聯合軍).
La liste de ceux qui participent à la coalition dans le roman est un peu différente par rapport à la réalité historique :
- Cao Cao, Colonel de la Cavalerie Résolue (驍騎校尉)
- Yuan Shu, General de l’Arrière (後將軍), Administrateur de Nanyang (南陽太守)
- Han Fu, Inspecteur de la Province de Ji (冀州刺史)
- Kong Zhou, Inspecteur de la Province de Yu (豫州刺史)
- Liu Dai, Inspecteur de la Province de Yan (兗州刺史)
- Wang Kuang, Administrateur de Henei (河內太守)
- Zhang Miao, Administrateur de Chenliu (陳留太守)
- Qiao Mao, Administrateur de la Commanderie de Dong (東郡太守)
- Yuan Yi, Administrateur de Shanyang (山陽太守)
- Bao Xin, Chancelier de Jibei (濟北相)
- Kong Rong, Administrateur de Beihai (北海太守)
- Zhang Chao, Administrateur de Guangling (廣陵太守)
- Tao Qian, Inspecteur de la Province de Xu (徐州刺史)
- Ma Teng, Administrateur de Liangzhou (西涼太守)
- Gongsun Zan, Administrateur de Beiping (北平太守)
- Zhang Yang, Administrateur de Shangdang (上黨太守)
- Sun Jian, Administrateur de Changsha (長沙太守), Marquis de Wucheng (烏程侯)
- Yuan Shao, Administrateur de Bohai (渤海太守), Marquis de Qi (祁鄉侯)

Comme ce sont dix-huit chefs de guerre qui participent à la coalition dans le roman, la campagne est aussi communément appelée la "campagne des dix-huit seigneurs de guerre contre Dong Zhuo" (十八路諸侯討董卓). Dans cette campagne, Liu Bei, avec ses frères jurés Guan Yu et Zhang Fei, offrent leurs services à Gongsun Zan, un ancien camarade d'études et ami de Liu. Après que les seigneurs de guerre aient prêté allégeance à la coalition, ils insistent pour que Yuan Shao soit le commandant en chef, un rôle qu'il accepte à contrecœur. Yuan Shao fait de Yuan Shu le responsable des provisions et nomme Sun Jian à l’avant-garde, pour qu'il attaque le col de Sishui.

### Bataille du col de Sishui
Alors que Sun Jian est en route vers le col de Sishui, Bao Xin, un des chefs de la coalition, cherche à obtenir gloire et récompenses avant Sun. Il envoie secrètement son frère, Bao Zhong, avec 3 000 hommes prendre un raccourci pour arriver en premier au col de Sishui. Là, il tombe sur Hua Xiong, que Dong Zhuo a chargé de garder le col. Xiong tue Bao Zhong et envoie la tête de ce dernier à Dong Zhuo en guise de trophée. Ravi, Dong lui donne une promotion.
Entretemps, Sun Jian arrive au col avec ses généraux Cheng Pu, Huang Gai, Han Dang et Zu Mao. Hu Zhen prend la tête de 5 000 hommes et attaque Sun Jian, mais Cheng Pu lui transperce la gorge avec sa lance dès le début des combats. Sun Jian avance ensuite jusqu’au col, où il est repoussé par des archers. Il se retira à Liangdong (梁東) et informe Yuan Shao de sa victoire à Yuan Shao, tout en insistant auprès de Yuan Shu pour obtenir des provisions.
Mais Yuan Shu refuse d’envoyer les fournitures demandées, car il ne veut pas que Sun Jian récupère toute la gloire. Le chaos éclate dans l’armée de Sun Jian en raison du manque de fournitures et des espions présents dans son camp signalent la situation à Hua Xiong. Su Li suggère à Hua Xiong de saisir l’occasion pour attaquer Sun Jian.
À minuit, Hua Xiong dirige une armée pour attaquer de front du camp de Sun Jian. Ce dernier sort du camp et combat en duel avec lui. Un groupe distinct dirigé par Li Su pénètre furtivement dans le camp de Sun Jian et déclenche un incendie. Alors que le feu ravage son campement, Sun Jian est encerclé. Il tente de briser l’encerclement avec l'aide de Zu Mao. Voyant que le foulard rouge de Sun Jian fait de lui une cible facile, Mao suggère à son Seigneur de lui donner le foulard. Sun Jian accepte et réussit à s'échapper, pendant que Zu Mao utilise le foulard comme un appât pour attirer Hua Xiong dans un piège. Zu Mao tente de prendre Hua Xiong au dépourvu, mais il échoue et finit par être tué par Hua.
Cheng Pu, Huang Gai et Han Dang finissent par se regrouper avec Sun Jian. Tous ensemble, ils pleurent la mort de Zu Mao et signalent leur défaite à Yuan Shao.
Le lendemain, Hua Xiong avance vers le camp de la coalition et raille les généraux pour les combattre en duel un à un. Yu She, un des généraux de Yuan Shu, relève le défi de Hua Xiong, mais est tué au bout de quelques rounds. Pan Feng, un général de Han Fu, relève le défi à son tour et finit de la même manière qu'Yu She.
Guan Yu, qui est alors seulement un archer monté sous les ordres de Liu Bei, se porte volontaire pour se battre avec Hua Xiong, mais il est ridiculisé par Yuan Shu à cause de son faible grade. Cao Cao intervient et suggère de laisser sa chance à Guan Yu, puisque ce dernier a eu le courage de se porter volontaire. Guan Yu promet de prendre la tête de Hua Xiong et de finir exécuté s'il échoue. Cao Cao offre à Guan Yu une coupe de vin chaud pour l’encourager, mais ce dernier refuse en affirmant qu’il reviendra très vite. Quelques instants plus tard, Guan Yu revient avec tête de Hua Xiong et il se met à boire son vin, qui est encore chaud.
Les forces de la coalition profitent de la situation pour s’emparer du col de Sishui et avancent vers celui de Hulao, dernier obstacle sur le chemin de Luoyang.
Cette bataille est totalement fictive, car il n'y a jamais eu de combat entre la coalition et les forces de Dong Zhuo au col de Sishui. Dans cet épisode, l'auteur mélange de la pure fiction, comme l'épisode avec Guan Yu, avec des événements qui historiquement ont eu lieu ailleurs ; comme les problèmes de ravitaillement de Sun Jian et sa défaite face à Xu Rong à Liangdong (梁東)

### Bataille du col de Hulao

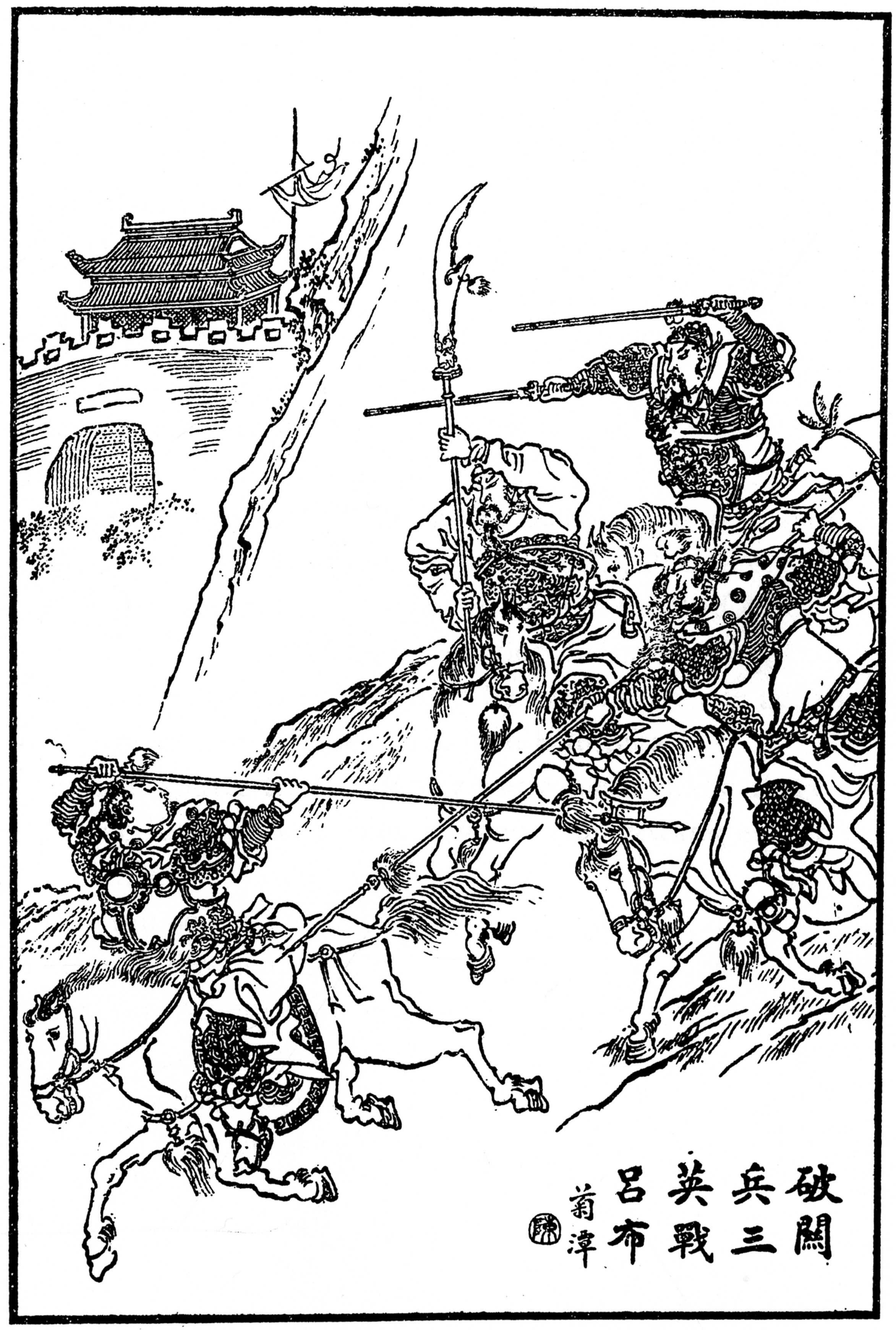
Une illustration datant de dynastie Qing, représentant le duel des trois frères jurés avec Lü Bu

À la suite de la défaite de ses troupes à Sishui, Dong Zhuo prend personnellement la tête d'une armée de 150 000 hommes avec Lü Bu, Li Ru, Fan Chou et Zhang Ji et part vers l'est au col de Hulao. Il envoie également 50 000 hommes dirigés par Li Jue et Guo Si pour renforcer le col de Sishui. Une fois au col de Hulao, Dong Zhuo donne l'ordre à Lü Bu de conduire une avant-garde de 30 000 hommes et d'établir un camp devant le col fortifié.
La coalition décide d’envoyer la moitié de ses forces engager le combat contre l'armée de Dong Zhuo. Wang Kuang, Qiao Mao, Bao Xin, Yuan Yi, Kong Rong, Zhang Yang, Tao Qian et Gongsun Zan partent avec leurs troupes vers le col de Hulao, sous la direction de Yuan Shao. Le premier à arriver au col Hulao est Wang Kuang et un de ses généraux nommé Fang Yue se porte volontaire pour affronter Lü Bu en duel. Lü Bu se débarrasse de Yue en moins de cinq rounds et disperse les troupes de Wang Kuang, tuant plusieurs de ses soldats en déroute. Heureusement pour Wang Kuang, les forces de Qiao Mao et Yi Yuan arrivent à son secours. Ils décident de se retirer de 30 li du col et installent leur camp.
Bientôt, les cinq autres seigneurs de guerre de la coalition arrivent au camp et font le point sur la situation. Ils en concluent que Lü Bu ne peut pas être battu par n’importe qui. Au même moment, les hommes de Lü Bu se déploient en dehors du camp de la coalition et les huit seigneurs de guerre mettent fin à leur réunion pour aller à la rencontre de l’ennemi. Mu Shun, un général sous les ordres de Zhang Yang, lance un défi à Lü Bu, mais est immédiatement mis à mort par ce dernier. C'est ensuite Wu Anguo, un général de Kong Rong, qui défie Lü Bu. Leur duel dure dix rounds, avant que Bu ne coupe le poignet d'Anguo grâce à une feinte. Les forces de la coalition volent au secours de Wu Anguo et chaque côté se retire dans son camp. Cao Cao fait observer que les dix-huit chefs de guerre doivent se réunir pour discuter d’un plan pour vaincre Lü Bu, car si ce dernier est neutralisé, Dong Zhuo sera facile à tuer.
C'est alors que Lü Bu sort à nouveau de son camp pour narguer la coalition. Cette fois-ci, Gongsun Zan part défier Lü Bu, mais doit se retirer après quelques rounds. Lü Bu le pourchasse, mais il est distrait par Zhang Fei qui l’appelle "un esclave avec trois surnoms" (三姓家奴). Furieux, Lü Bu cesse sa poursuite et engage un duel contre Zhang Fei. Le duel dure cinquante rounds, sans que l'un des deux ne prenne l'avantage sur l'autre. Voyant cela, Guan Yu se précipite dans la mêlée pour aider Zhang Fei. Le duel entre les trois combattants dure trente rounds de plus, avant que Liu Bei, brandissant une paire de sabres, ne rejoigne le combat.
Les trois frères jurés encerclent Lü Bu et se relayent pour l'attaquer depuis différentes directions. N'arrivant pas à faire face à ses trois adversaires, Lü Bu fait semblant d’attaquer Liu Bei et s'échappe lorsque ce dernier esquive son attaque. Lü Bu s’enfuit vers le col de Hulao et sème les trois frères jurés grâce à la vitesse de son cheval, Lièvre Rouge. Liu Bei, Guan Yu et Zhang Fei sont contraints d'abandonner la poursuite lorsqu'ils repérèrent Dong Zhuo. Zhang Fei tente de charger les fortifications pour tuer Dong Zhuo, mais il est repoussé par une pluie de flèches.
Les chefs de guerre de coalition déclarent avoir remporté la bataille et reçoivent Liu Bei, Guan Yu et Zhang Fei pour célébrer leur victoire.
Là aussi, cet épisode est entièrement fictif, aucun combat n'ayant eu lieu à Hulao. Si Dong Zhuo et Lu Bü ont bien combattu directement les forces de la coalition, il s'agissait en réalité de Sun Jian, totalement absent des combats dans le roman. De plus, les combats ont eu lieu au milieu des tombes des empereurs des Han, au pied de Luoyang, et non dans un col en avant de la ville.

### Dissolution de la coalition
Dans le roman, comme dans la réalité historique, Sun Jian pénètre dans la ville de Luoyang, incendiée et en ruine après le repli de Dong Zhuo. Alors qu'il est occupé à rétablir l’ordre dans les ruines de la capitale, Sun Jian est alerté par ses hommes, au sujet d'une étrange lumière qui sort d’un puits. Il ordonne de récupérer tout ce qui est dans ce puits et trouve le cadavre d'une femme, transportant le Sceau impérial dans un sac en soie autour du cou. Suivant les conseils de Cheng Pu, Sun Jian garde le sceau pour lui-même et ordonne à ses hommes de ne pas révéler quoi que ce soit à propos de la découverte.
Malheureusement pour Sun Jian, un de ses soldats va parler à Yuan Shao et en est largement récompensé. Le lendemain, lors d’une rencontre avec Yuan Shao, Sun Jian prétexte des problèmes de santé comme excuse pour revenir à Changsha. Yuan Shao lui répond avec ironie : "Je sais que vous êtes malade à cause du Sceau impérial". Face à cette réplique, Sun Jian reste abasourdi. Après une série d’accusations et de démentis, les hommes de Yuan Shao et Sun Jian sortent leurs épées en préparation pour un combat ; mais le conflit est désamorcé par le reste des membres de la coalition. Sun Jian quitte alors rapidement Luoyang avec ses hommes. En colère, Yuan Shao envoie une lettre à Liu Biao, l'administrateur de la Province de Jing. Il demande à Liu d'intercepter Sun sur le chemin du retour et de le mettre en garde à vue. Cela donne lieu à un conflit entre Sun Jian et Liu Biao, qui aboutit à la mort de Sun lors de la Bataille de Xiangyang.
Le lendemain, Cao Cao retourne au camp principal après sa défaite lors de la bataille de Xingyang. Il déplore le manque de motivation qui règne au sein de la coalition et s'en va. Gongsun Zan dit à Liu Bei, "Yuan Shao est un chef incapable et il va y avoir des conflits internes, nous devrions partir". Eux aussi retirent leurs forces de l’alliance et partent vers le Nord. Voyant que tout le monde s'est dispersé, Yuan Shao démantèle les camps et conduit son armée vers sa base.

### Mort de Dong Zhuo
Dans le roman comme dans la réalité, l'emprise de Dong Zhuo sur la Cour Impériale est renforcée après l'échec de la coalition. Wang Yun décide seul de passer à l'acte et complote pour faire tomber Dong. Pour appliquer son plan, il fait appel à Diao Chan, sa fille adoptive âgée de 16 ans, qui est d'une grande beauté. Avec l'accord de sa fille, il promet à Dong Zhuo et à Lü Bu de faire de Dio Chan leur concubine, mais chacun des deux hommes ignore que Wang a proposé sa fille à l'autre. Lorsque finalement Diao finit par devenir la concubine de Dong Zhuo, Wang Yun fait croire à Lü Bu que Dong était au courant de tout et qu'il lui a "volé" sa promise en toute connaissance de cause. Fou de rage et de jalousie, Lü se retourne contre Dong et le tue en 191.
Après la mort de Dong Zhuo, Diao Chan devient la concubine officielle de Lu Bu et Wang Yun prend le contrôle de la cour impériale. Mais comme dans la réalité, Fan Chou, Guo Si et Li Jue prennent à leur tour le contrôle de la Cour et tuent Wang Yun, ce qui oblige Lü Bu et Diao Chan à s'enfuir ensemble.
Il convient de noter que le personnage de Diao Chan est totalement fictif et qu'il disparaît du roman après l'épisode de la fuite de Lü Bu. Historiquement, on ignore le nom de la suivante de Dong Zhuo dont la relation avec Lü Bu a été utilisée par Wang Yun et ses complices pour retourner Bu contre Zhuo.